# Кіккі Даніельссон
Анн-Крістін «Кіккі» Даніельссон (нар. 10 травня 1952) — шведська кантрі, танцювальна та попспівачка. Іноді вона також грає на акордеоні, авторка кількох пісень, виконавиця йодлів. Даніельссон здобула найбільшу популярність у нордичних країнах з кінця 1970-х до кінця 1990-х років. Вона також була популярною кантрі-виконавицею у США протягом 1980-х років. У 1986 році вона вела телешоу «Кіккі та Нашвілл».

## Біографія
Даніельссон народилася в Осбі, Швеція, і проживає в Євлеборзі.
Загалом вона дев'ять разів брала участь у шведському Melodifestivalen і один раз у норвезькому Melodi Grand Prix. Двічі брала участь у пісенному конкурсі «Євробачення»: у 1982 році (у складі шведської поп- та кантрі-гурту «Chips» з піснею «Dag efter dag», зайнявши 8 місце й у 1985 році (сольно) з піснею «Bra vibrationer», фінішувавши третьою.
Кіккі Даніельссон народилася в Осбі. З п'яти років, після усиновлення, жила на фермі в Ельмгульті, Смоланд. Там вона стала єдиною дитиною у сім'ї, її молодшу сестру прийняли в іншій родині. У п'ять років вона вперше заспівала сольно «När Jesusbarnet låg en gång» на святкуванні дня святої Люсії у місцевій недільній школі у церкві Смоланда. У дитинстві співала в місцевому церковному хорі.
У 17 років Кіккі Даніельссон почала співати у гурті «Nickies», у 1973 році перейшла в інший у «Wizex», з яким брала участь у шведському Melodifestivalen 1978 року. Вона залишила Wizex у 1982 році, але як учасниця поп- та кантрі-гурту «Chips» брала участь у Swedish Melodifestivalen у 1980, 1981 та 1982 роках. Вона також була популярною виконавицею Svensktoppen, з такими хітами, як пісні Melodifestivalen, а також інші пісні, як-от «Papaya Coconut» у 1987 році. Вона охоче співає кантрі та брала участь у радіо- та телешоу в США у 1980-х роках.
У другій половині 1984 року вона вийшла заміж за шведського музиканта К'єлла Руса, який очолював гурт «Roosarna», з яким вона співала між 1990 і 1999 роками. У 1985 році вона народила первістка. Наприкінці 1987 року вона випустила різдвяний альбом «Min barndoms jular». Разом з «Roosarna» вийшло багато хітів протягом 1990-х років, а у 1994 році отримали премію «Гремміс» як «танцювальний гурт року». У 1999 році вона розлучилася з Русом. Однак у 2003 році вони відновили музичну співпрацю.
Кіккі Даніельссон також співала на Стокгольмському прайді 2001 року. Разом з Елізабет Андреассен і Лоттою Енгберг вона брала участь у Swedish Melodifestivalen 2002, разом називали себе «Kikki, Bettan & Lotta» і мали власне шоу у другій половині 2002 року та брали участь у норвезькому Melodi Grand Prix у 2003 році. Вони також почали успішну співпрацю зі шведським брендом «twilfit», розробляючи еластичні та модні футболки.
Кіккі Даніельссон брала участь у Melodifestivalen 2006, який є шведським відбірковим конкурсом до пісенного конкурсу Євробачення. Вона виступила з піснею «I dag & i morgon», написаною Томасом Г: соном і «Calle Kindbom», з нею вона дійшла до фіналу на Авічі Арені, де посіла 10-те й останнє місце. Загалом дев'ять разів брала участь у шведському Melodifestivalen і один раз у норвезькому Melodi Grand Prix. У 2018 році знову взяла участь у Melodifestivalen.
З 28 листопада по 17 грудня 2006 року вона гастролювала Швецією з гуртом під час різдвяного концертного туру «Julstämning med Kikki». Її проблем з алкоголем були популярною темою скандинавської преси. (Даніельссон спочатку почала багато пити як самолікування її ревматоїдного артриту), також вона мала проблеми зайвої ваги. Через надмірну вагу вона стала учасницею «Du är vad du äter», у 2006 році вона досягла значного прогресу та скинула кілька кілограмів.
У січні 2010 року оголосили, що Кіккі Даніельссон разом із Сореном «Суло» Карлссоном і «The Diamond Dogs» запишуть сингл «Maybe I'll Do», а 13 липня 2010 року вона з'явилася на шоу «Allsång på Skansen». 13 квітня 2011 року вона випустила альбом «Första dagen på resten av mitt liv», де працювала разом із Сореном «Суло» Карлссоном.
У 2012 році Даніельссон знялася у фільмі «Sean Banan inuti Seanfrika».
У 2017 році вона брала участь у восьмому сезоні «Så mycket bättre» (TV4).
3 лютого 2018 року Кіккі Даніельссон знову виступила на Melodifestivalen, цього разу з піснею «Osby Tennessee», яка посіла сьоме й останнє місце у півфіналі після голосування.
У лютому 2020 року Кіккі Даніельссон обрали до Зали слави Melodifestivalen.

## Участь на Melodifestivalen, Melodi Grand Prix та Євробачення
- Melodifestivalen 1978: Miss Decibel (з Wizex) — 2 місце
- Melodifestivalen 1980: Mycke' mycke' mer (з Chips) — 4 місце
- Melodifestivalen 1981: God morgon (з Sweets 'n Chips) — 2 місце
- Melodifestivalen 1982: Dag efter dag (з Chips) — переможець

8 місце на пісенному конкурсі Євробачення 1982
- Melodifestivalen 1983: Varför är kärleken röd? — 2 місце
- Melodifestivalen 1985 Bra Vibrationer — переможець

3 місце на пісенному конкурсі Євробачення 1985
- Melodifestivalen 1992: En enda gång — 4 місце
- Melodifestivalen 2002: Vem é dé du vill ha (Kikki, Bettan &amp; Lotta) — 3 місце
- Melodi Grand Prix 2003: Din hand i min hand (Kikki, Bettan &amp; Lotta) — 4 місце
- Melodifestivalen 2006: I dag &amp; i morgon — 10 місце
- Melodifestivalen 2018: Osby Tennessee[18] — півфіналіст

## Сольна дискографія

### Студійні альбоми
- 1979: Rock'n Yodel
- 1981: Just Like a Woman
- 1982: Кіккі

- 1983: Singles Bar
- 1984: Midnight Sunshine
- 1985: Bra vibrationer
- 1986: Papaya Coconut
- 1987: Min barndoms jular (різдвяний альбом)
- 1989: Canzone d'Amore
- 1991: Vägen hem till dej
- 1992: Jag ska aldrig lämna dig
- 2001: Nu är det advent (різдвяний альбом)
- 2011: Första dagen på resten av mitt liv
- 2015: Postcard from a Painted Lady
- 2016: Christmas Card from a Painted Lady (різдвяний альбом)
- 2017: Portrait of a Painted Lady

### Компіляції
- 1983: Varför är kärleken röd?
- 1984: Kikkis 15 bästa låtar
- 1990: På begäran
- 1992: In Country
- 1994: På begäran 2
- 1997: Långt bortom bergen
- 1999: I mitt hjärta
- 2001: 100 % Kikki
- 2001: Fri — En samling
- 2006: I dag & i morgon
- 2008: Kikkis bästa

### Сингли
| Назва             | Рік  | Найвищі позиції чарту | Альбом          |
| Назва             | Рік  | SWE                   | Альбом          |
| ----------------- | ---- | --------------------- | --------------- |
| «Bra vibrationer» | 1985 | 12                    | Bra vibrationer |
| «Osby Tennessee»  | 2018 | —                     | —               |